# 冠花蟹蛛
冠花蟹蛛（学名：Xysticus cristatus）为蟹蛛科花蟹蛛属的动物。分布于尼泊尔、俄罗斯、欧洲以及中国的新疆、西藏等地，一般生活于果园、桑园、云松中的小灌木丛以及胡杨林带草丛中。

## 描述
雌性长度为6到8毫米，雄性为3.5到5.6毫米。其主要颜色为黑色到浅棕色。头胸部有横向的深色宽条纹，头胸部上方有一个大的浅色三角。不同个体的颜色和花纹差别较大，总体来说，雄性颜色比雌性要深一些。